# Puraquequara
Puraquequara é um bairro do município brasileiro de Manaus, capital do estado do Amazonas. Localiza-se na Zona Leste da cidade, 22 km em linha reta do centro da cidade. De acordo com estimativas do Instituto Brasileiro de Geografia e Estatística (IBGE), sua população era de 6 923 habitantes em 2017.
Área: possui 4 055,69 (ha)

## População
Dados do Bairro
- População: 6 923 habitantes.

## Transportes
Puraquequara é servido pela empresa de ônibus Global Green, com as linhas 086 (T5 - Bairro) e 619 (Bairro - Centro).